# 난조 분유

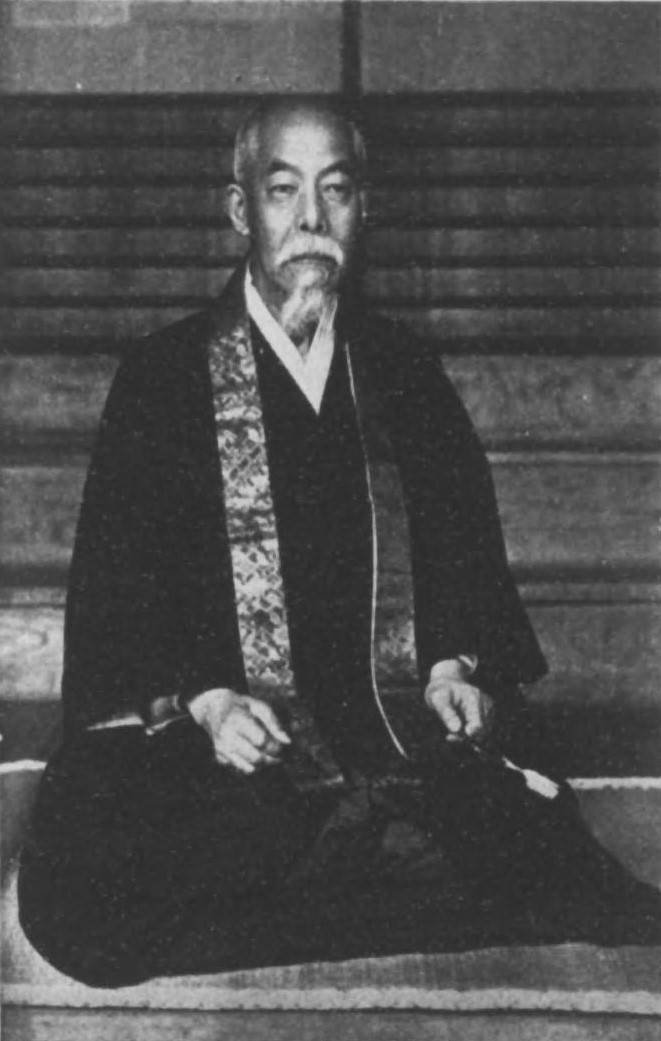

난조 분유(南条文雄, 가에이 2년 5월 12일(1849년 7월 1일) ~ 쇼와 2년(1927년) 11월 9일)는 일본의 불교학자, 종교가이다. 자는 세키카(碩果), 쇼하(松坡)이다.
근대 이전부터 이루어진 전통적 불교 연구에 서양 근대의 실증적, 객관적 학문체계와 방법론을 처음으로 도입하였다. 이른 시기부터 불전 원전인 산스크리트어 텍스트의 존재에 주목했다. 주요 한역(漢譯) 경전과의 대조 교정을 행함과 동시에, 그 성과를 유럽 학계에 널리 소개하는 등, 근대적 불교 연구의 기초 형성에 큰 역할을 하였다.